# 豊後大野市

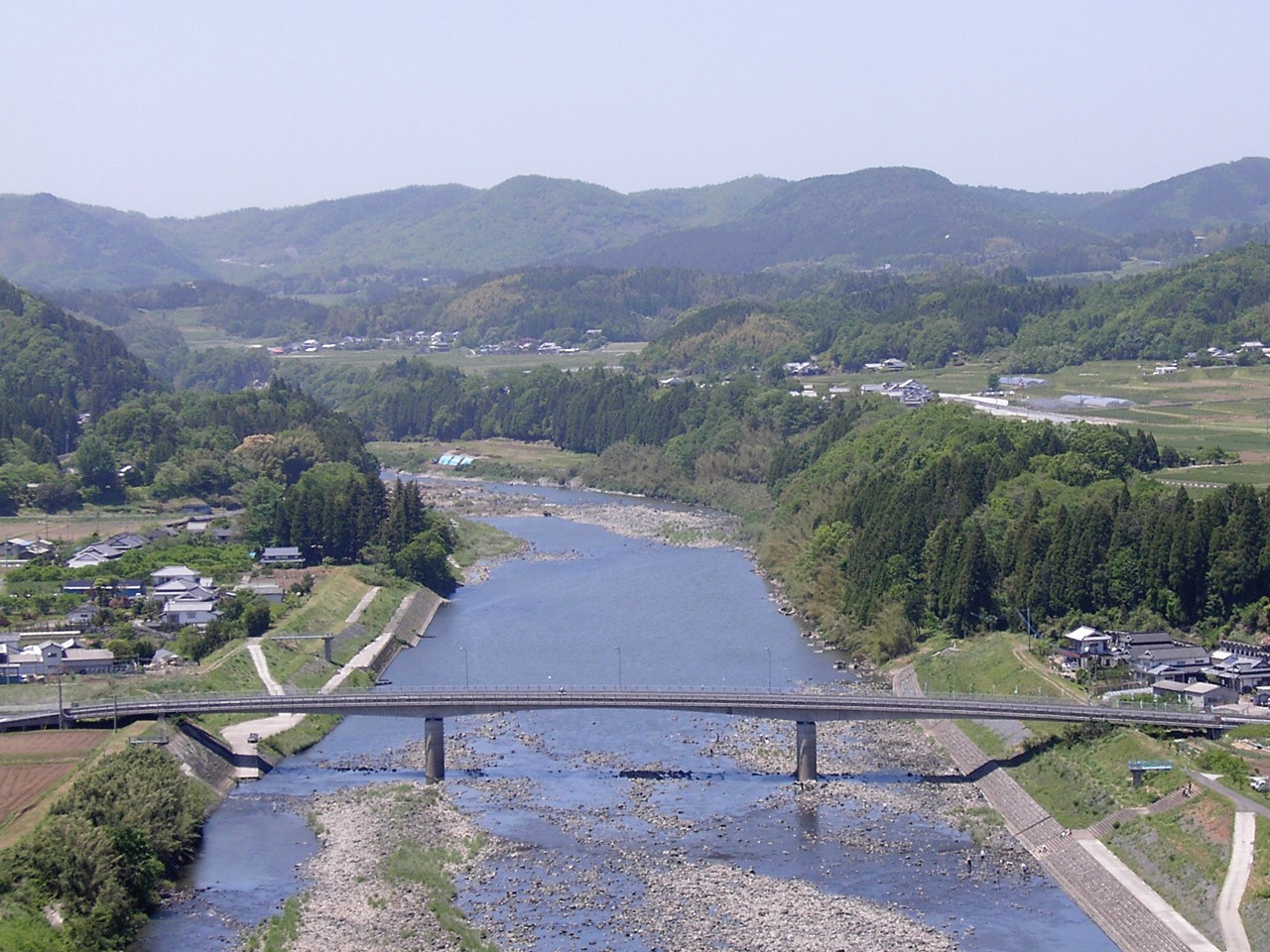
大野川中流

豊後大野市（ぶんごおおのし）は、大分県の南部に位置する人口約3万1000人の市。

## 地理

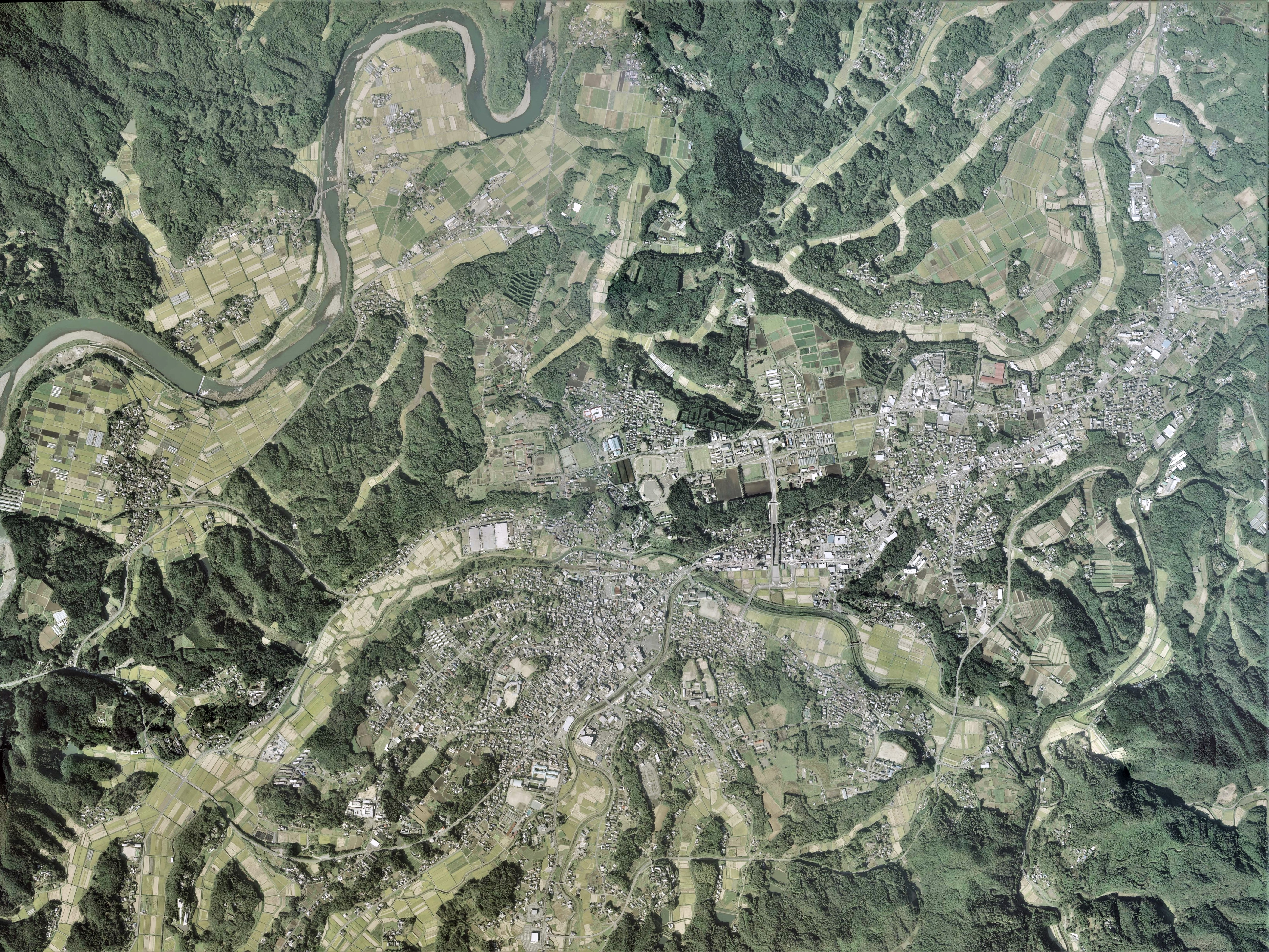
旧三重町中心部周辺の空中写真。
2008年10月15日撮影の6枚を合成作成。。

大分県南部に位置する。大分市の南側に隣接しており、市中心部（旧・三重町区域）は大分市の中心部から南へ約35kmの場所にある。市域南側は宮崎県と県境を成している。旧・三重町の中心部を除き、域の大半は丘陵と山林であり、宮崎県との県境には九州山地を形成し祖母山や傾山がある。
市内中心部（旧 三重町区域）では、かつて大分市のベッドタウンとして人口増加していた時代もあった影響で、同地区には新興住宅地が造成され、国道326号沿いにはロードサイド店舗が立ち並んでおり、大型の商業施設やショッピングセンターなどが建設されている。
西に隣接する竹田市と共に豊肥地区（奥豊後）とも呼ばれ、沿岸部の県南地方と区別される場合がある。
- 山岳：祖母山（1,756 m）、傾山（1,605 m）
- 河川：大野川、緒方川（大野川支流）、茜川、伏野川

### 隣接している自治体
大分県
- 大分市
- 佐伯市
- 臼杵市
- 竹田市

宮崎県
- 西臼杵郡高千穂町・日之影町

### 地名
合併前の町村ごとに「○○町」を冠した後に従来の大字が続く。
三重町
赤嶺、秋葉、芦刈、市場、内田、内山、小坂、松尾、鷲谷
小田、玉田、久田、本城（以上、旧新田村）
浅瀬、井迫、菅生、宮野（以上、旧菅尾村）
上田原、川辺、西泉、向野、百枝（以上、旧百枝村）
西畑（旧南野津村→野津町）
大白谷、奥畑、中津留、伏野（以上、旧白山村→清川村）
山部（旧因尾村→本匠村）
清川町
宇田枝、左右知、平石、六種（以上、旧合川村）
大白谷、伏野（以上、旧白山村）
雨堤、臼尾、砂田、天神、三玉（以上、旧牧口村）
緒方町
井上、馬背畑（一部は合川村→清川町）、上自在、久土知、越生、下自在、新、軸丸、知田、野尻、原尻、馬場、鮒川
大石、上年野、上冬原、木野、下徳田、徳田、中野、冬原、柚木（以上、旧上緒方村）
小宛、草深野、辻、寺原（以上、旧小富士村）
上畑、小原、尾平鉱山、栗生、滞迫（以上、旧長谷川村）
志賀（旧上井田村→朝地町）、天神（旧牧口村→清川町）、大化（旧合川村→清川町）、平石（旧合川村→清川町）、夏足（旧大野町）
朝地町
朝地、池田、板井迫、市万田、上尾塚、志賀、下野、坪泉、宮生（以上、旧上井田村）
栗林、鳥田、梨小、綿田（以上、旧西大野村）
大野町
安藤、後田、大原、片島、北園、桑原、郡山、小倉木、酒井寺、沢田、杉園、田代、田中、代三五、十時、中土師、中原、夏足、藤北、宮迫、矢田、屋原、柚野木、両家、長畑（旧長谷村）
千歳町
石田、長峰、新殿、船田（以上、旧井田村）
柴山、下山、高畑、前田（以上、旧柴原村）
犬飼町
犬飼、下津尾、田原
大寒、久原、西寒田（以上、旧戸上村）
栗ヶ畑、黒松、高津原、柴北、長畑、山内（以上、旧長谷村）

## 歴史

### 市域の変遷
現在の市域について、行政区画の変遷について記述する。
- 1889年4月1日 町村制施行により以下の村が発足する。なお、すべての村が大野郡に属していた。

三重村・菅尾村・百枝村・緒方村・南緒方村・上緒方村・長谷川村・小富士村・新田村・白山村・牧口村・合川村・井田村・上井田村・中井田村・西大野村・大野村・養老村・田中村・土師村・犬飼村・戸上村・長谷村・柴原村
- 1902年4月4日 : 【町制施行】三重村→三重町
- 1903年2月3日 : 【町制施行】犬飼村→犬飼町
- 1907年6月1日 : 【新設合併】大野村・養老村・田中村・土師村・中井田村→東大野村
- 1928年8月1日 : 【町制施行】東大野村→大野町
- 1932年4月1日 : 【分割編入】南緒方村→合川村・緒方村（南緒方村は消滅）
- 1941年4月1日 : 【新設合併】柴原村・井田村→千歳村
- 1950年11月1日 : 【町制施行】緒方村→緒方町
- 1951年4月1日 : 【新設合併】三重町・菅生村・百枝村・新田村→三重町
- 1954年12月20日 : 【新設合併】上井田村・西大野村→朝地村
- 1955年1月1日
  - 【新設合併】白山村・牧口村・合川村→清川村
  - 【新設合併】緒方町・上緒方村・長谷川村・小富士村→緒方町
  - 【町制施行】朝地村→朝地町
- 1955年3月28日 : 【新設合併】犬飼町・戸上村・長谷村→犬飼町
- 2005年3月31日 : 【新設合併・市制施行】大野郡5町2村（三重町、清川村、緒方町、朝地町、大野町、千歳村、犬飼町）が合併し、市制施行→豊後大野市(これにより、大野郡が消滅。)

新設合併に伴う市名については地域の内外からの公募をもとに合併協議会が設置した「新市名称候補選定委員会」の委員による投票で選ばれた大野川市（応募数1位）・豊野市（応募数8位）・豊後大野市（応募数2位）の3候補のうち、合併協議会での協議により豊野市を除く2点に絞られたのち、最終的に「豊後大野市」が選定された。

## 人口
- |                                                                                                                                                                                                                                                                                                                                                                                                                                                                                               |                                            |  |
| 豊後大野市と全国の年齢別人口分布（2005年） | 豊後大野市の年齢・男女別人口分布（2005年） |  |
| ■紫色 ― 豊後大野市 ■緑色 ― 日本全国 | ■青色 ― 男性 ■赤色 ― 女性                  |  |
| 豊後大野市（に相当する地域）の人口の推移 \| 1970年（昭和45年） \| 58,312人 \| \| \| 1975年（昭和50年） \| 53,513人 \| \| \| 1980年（昭和55年） \| 51,975人 \| \| \| 1985年（昭和60年） \| 50,011人 \| \| \| 1990年（平成2年） \| 47,034人 \| \| \| 1995年（平成7年） \| 45,191人 \| \| \| 2000年（平成12年） \| 43,371人 \| \| \| 2005年（平成17年） \| 41,548人 \| \| \| 2010年（平成22年） \| 39,452人 \| \| \| 2015年（平成27年） \| 36,584人 \| \| \| 2020年（令和2年） \| 33,695人 \| \| |                                            |  |
| 総務省統計局 国勢調査より |                                            |  |
| 1970年（昭和45年） | 58,312人                                   |  |
| 1975年（昭和50年） | 53,513人                                   |  |
| 1980年（昭和55年） | 51,975人                                   |  |
| 1985年（昭和60年） | 50,011人                                   |  |
| 1990年（平成2年） | 47,034人                                   |  |
| 1995年（平成7年） | 45,191人                                   |  |
| 2000年（平成12年） | 43,371人                                   |  |
| 2005年（平成17年） | 41,548人                                   |  |
| 2010年（平成22年） | 39,452人                                   |  |
| 2015年（平成27年） | 36,584人                                   |  |
| 2020年（令和2年） | 33,695人                                   |  |

## 気候
地形は盆地に近い地形。夏季には日田市・竹田市・玖珠郡玖珠町と共に日最高気温35℃以上の猛暑になることが多い。
2007年5月27日には市内の犬飼で気温36.1℃を観測し、気象庁が同年3月に新設した「猛暑日」（最高気温が35℃以上の日）を全国で初めて記録した。翌2008年7月27日には、フェーン現象の影響で気温39.0℃の猛烈な暑さを観測し、地点の観測史上記録を更新した。
冬の寒さは西に隣接する竹田市より弱く、氷点下の冷え込みは少なく、比較的温暖である。
| 犬飼（1991年 - 2020年）の気候      | 犬飼（1991年 - 2020年）の気候 | 犬飼（1991年 - 2020年）の気候 | 犬飼（1991年 - 2020年）の気候 | 犬飼（1991年 - 2020年）の気候 | 犬飼（1991年 - 2020年）の気候 | 犬飼（1991年 - 2020年）の気候 | 犬飼（1991年 - 2020年）の気候 | 犬飼（1991年 - 2020年）の気候 | 犬飼（1991年 - 2020年）の気候 | 犬飼（1991年 - 2020年）の気候 | 犬飼（1991年 - 2020年）の気候 | 犬飼（1991年 - 2020年）の気候 | 犬飼（1991年 - 2020年）の気候 |
| 月                                 | 1月                           | 2月                           | 3月                           | 4月                           | 5月                           | 6月                           | 7月                           | 8月                           | 9月                           | 10月                          | 11月                          | 12月                          | 年                            |
| ---------------------------------- | ----------------------------- | ----------------------------- | ----------------------------- | ----------------------------- | ----------------------------- | ----------------------------- | ----------------------------- | ----------------------------- | ----------------------------- | ----------------------------- | ----------------------------- | ----------------------------- | ----------------------------- |
| 最高気温記録 °C （°F）             | 21.5 (70.7)                   | 24.3 (75.7)                   | 28.5 (83.3)                   | 31.6 (88.9)                   | 36.1 (97)                     | 35.7 (96.3)                   | 39.2 (102.6)                  | 38.8 (101.8)                  | 36.3 (97.3)                   | 32.4 (90.3)                   | 29.9 (85.8)                   | 23.7 (74.7)                   | 39.2 (102.6)                  |
| 平均最高気温 °C （°F）             | 10.6 (51.1)                   | 11.9 (53.4)                   | 15.4 (59.7)                   | 20.9 (69.6)                   | 25.1 (77.2)                   | 27.1 (80.8)                   | 31.4 (88.5)                   | 32.4 (90.3)                   | 28.4 (83.1)                   | 23.3 (73.9)                   | 17.9 (64.2)                   | 12.6 (54.7)                   | 21.5 (70.7)                   |
| 日平均気温 °C （°F）               | 4.5 (40.1)                    | 5.5 (41.9)                    | 8.9 (48)                      | 13.9 (57)                     | 18.5 (65.3)                   | 21.8 (71.2)                   | 25.8 (78.4)                   | 26.4 (79.5)                   | 22.7 (72.9)                   | 17.2 (63)                     | 11.6 (52.9)                   | 6.4 (43.5)                    | 15.3 (59.5)                   |
| 平均最低気温 °C （°F）             | −0.6 (30.9)                   | 0.1 (32.2)                    | 3.2 (37.8)                    | 7.8 (46)                      | 12.8 (55)                     | 17.7 (63.9)                   | 21.9 (71.4)                   | 22.3 (72.1)                   | 18.7 (65.7)                   | 12.4 (54.3)                   | 6.4 (43.5)                    | 1.3 (34.3)                    | 10.4 (50.7)                   |
| 最低気温記録 °C （°F）             | −8.1 (17.4)                   | −8.5 (16.7)                   | −6.6 (20.1)                   | −2.5 (27.5)                   | 1.0 (33.8)                    | 8.1 (46.6)                    | 13.2 (55.8)                   | 15.4 (59.7)                   | 6.3 (43.3)                    | 0.6 (33.1)                    | −2.9 (26.8)                   | −7.5 (18.5)                   | −8.5 (16.7)                   |
| 降水量 mm （inch）                 | 47.6 (1.874)                  | 63.2 (2.488)                  | 98.3 (3.87)                   | 112.8 (4.441)                 | 131.9 (5.193)                 | 325.7 (12.823)                | 287.1 (11.303)                | 204.8 (8.063)                 | 271.6 (10.693)                | 132.3 (5.209)                 | 69.6 (2.74)                   | 46.9 (1.846)                  | 1,791.8 (70.543)              |
| 平均降水日数 （≥1.0 mm）           | 5.4                           | 7.1                           | 9.9                           | 9.4                           | 9.3                           | 14.6                          | 12.4                          | 10.9                          | 10.9                          | 7.2                           | 6.9                           | 5.2                           | 109.2                         |
| 平均月間日照時間                   | 156.3                         | 150.7                         | 172.9                         | 187.1                         | 187.2                         | 125.9                         | 175.4                         | 197.8                         | 150.9                         | 167.5                         | 152.2                         | 157.5                         | 1,981.6                       |
| 出典1：Japan Meteorological Agency |                               |                               |                               |                               |                               |                               |                               |                               |                               |                               |                               |                               |                               |
| 出典2：気象庁                      |                               |                               |                               |                               |                               |                               |                               |                               |                               |                               |                               |                               |                               |

## 主な公共機関

### 市の施設
- 豊後大野市役所

文教施設など
- 豊後大野市総合文化センター（エイトピアおおの）
- 豊後大野市図書館
- 豊後大野市神楽会館
- 朝倉文夫記念館 : 「愛の園生朝倉文夫記念公園」内に所在している。
- 豊後大野市歴史民俗資料館

体育施設
- 大野総合運動公園
- フレッシュランドみえ（大原総合体育館）

### 国の機関
- 熊本国税局 三重税務署
- 大分労働局 豊後大野労働基準監督署
- 大分労働局 豊後大野公共職業安定所
- 九州農政局 豊後大野統計・情報センター
- 大分少年院（法務省福岡矯正管区）

### 県の機関
- 豊肥振興局 豊後大野事務所
- 豊後大野県税事務所
- 豊肥保健所
- 豊後大野土木事務所
- 大分県警察 豊後大野警察署

## 行政

### 市長
- 市長：川野文敏（かわの ふみとし、2017年4月24日就任、2期目）

| 代    | 氏名     | 就任年月日    | 退任年月日    |
| ----- | -------- | ------------- | ------------- |
| 初代  | 芦刈幸雄 | 2005年4月24日 | 2009年4月23日 |
| 2-3代 | 橋本祐輔 | 2009年4月24日 | 2017年4月23日 |
| 4代   | 川野文敏 | 2017年4月24日 |               |

### 市議会
- 定数：18

## 国政・県政

### 国政
衆議院小選挙区選挙では、大分2区に属する。直近の第49回衆議院議員総選挙（2021年12月）での選出議員は以下のとおり。
- 衛藤征士郎（自由民主党）

なお、吉川元（立憲民主党）が比例で復活当選している。

### 県政
大分県議会議員選挙では、本市でひとつの選挙区をなす。定数は2人。直近の大分県議会議員選挙（2023年4月）での選出議員は以下のとおり。
- 玉田輝義（県民クラブ）
- 森誠一（自由民主党）

## 姉妹都市・提携都市

### 日本国内
- 台東区（東京都）
1987年12月10日友好都市提携（旧 朝地町）

### 日本国外
- 荊州市荊州区（中華人民共和国湖北省）
1994年9月26日交流協定提携（旧 三重町）
- 機張郡長安邑（大韓民国釜山広域市）
2003年9月19日交流協定提携（旧 清川村）
- 益山市（大韓民国全羅北道）
2005年8月22日交流協定提携（豊後大野市）

## 経済

### 製造業
主な事業所
- 中央化学株式会社 九州工場（千歳町）
- SBカワスミ株式会社 三重工場（三重町）
- 日本調理機株式会社 大分工場（三重町）

### 小売業
主な商店街
- 三重町駅前通り商店街（三重町） 小型商店と郵便局や金融機関が中心[要出典]。
- トキハ通り商店街（三重町）
- 三重市場商店街・中央通り商店街（三重町）
- 赤嶺商店街（三重町） - 国道326号線沿いでロードサイド型店舗も多い[要出典]。
- 上赤商店街（三重町） - 三重町駅前通りと繋がる商店街。
- 緒方商店街（緒方町） - JR緒方駅近く
- 犬飼商店街（犬飼町）

### 市内に所在する金融機関
銀行など
- 大分銀行
- 豊和銀行
- 大分県信用組合
- ゆうちょ銀行
- 農業協同組合
- 九州労働金庫
- 西日本シティ銀行（市内には営業窓口を置かず、現金自動預け払い機 (ATM) のみを設置している。）

## 教育

### 小学校
- 豊後大野市立菅尾小学校
- 豊後大野市立百枝小学校
- 豊後大野市立三重第一小学校
- 豊後大野市立三重東小学校
- 豊後大野市立新田小学校
- 豊後大野市立清川小学校
- 豊後大野市立緒方小学校
- 豊後大野市立朝地小学校
- 豊後大野市立大野小学校
- 豊後大野市立千歳小学校
- 豊後大野市立犬飼小学校

### 中学校
- 豊後大野市立三重中学校
- 豊後大野市立清川中学校
- 豊後大野市立緒方中学校
- 豊後大野市立朝地中学校
- 豊後大野市立大野中学校
- 豊後大野市立千歳中学校
- 豊後大野市立犬飼中学校

### 高等学校
- 大分県立三重総合高等学校

2006年に豊後大野市内の大分県立三重高等学校、大分県立三重農業高等学校、大分県立緒方工業高等学校の3校および隣接する竹田市の大分県立竹田商業高等学校が統合し、旧・三重農業高校の位置に開設された。（統合された4校は同年度より募集を停止し、在校生が卒業する2008年をもって閉校。）

#### 過去に存在した学校
小学校
中学校
高等学校

### 専修学校
- 大分県立農業大学校
- 藤華医療技術専門学校

### 各種学校
- 三重自動車学校

## 交通

### 空港
大分県央飛行場が所在するが、定期航空路は開設されていない。なお、定期航空路がある最寄りの空港は大分空港または熊本空港である。

### 鉄道
九州旅客鉄道（JR九州）
- 豊肥本線

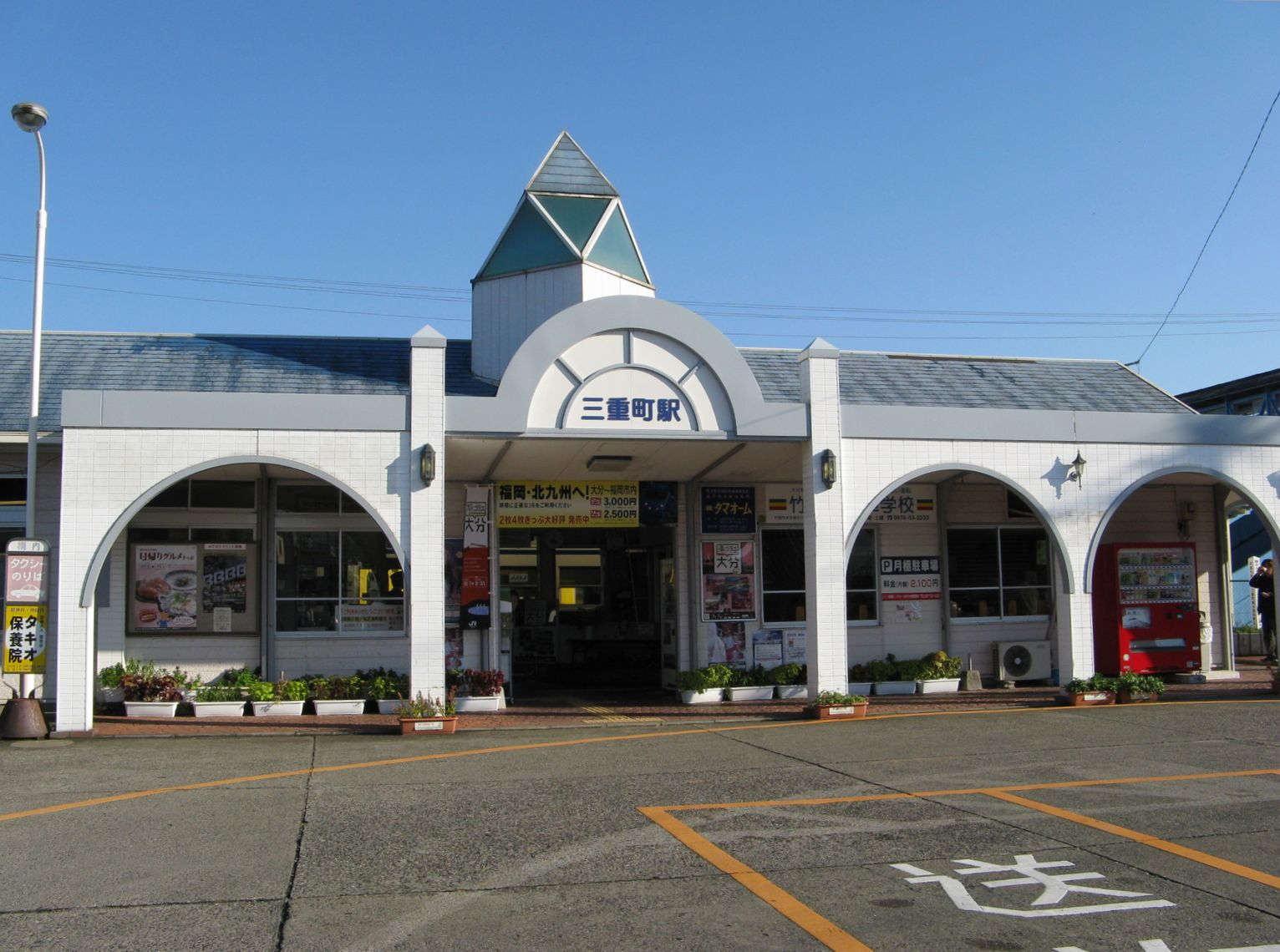
三重町駅

  - 犬飼駅 - 菅尾駅 - 三重町駅 - 豊後清川駅 - 緒方駅 - 朝地駅

### 路線バス
- 大分バスグループ（大分バス・臼津交通・大野竹田バス）
  - やまびこ号：熊本市 - 阿蘇くまもと空港 - 大津町 - 南阿蘇村 - 阿蘇市 - 竹田市 - 豊後大野市 - 大分市
  - 急行：佐伯市 - 臼杵市（旧野津町域） - 豊後大野市 - 大分市
  - 臼杵市 - 豊後大野市
  - 竹田市 - 豊後大野市
  - 豊後大野市内
- 豊後大野市コミュニティバス（コミュニティバス）

2007年3月31日までは豊後大野市（旧三重町域）と臼杵市の間にJR九州バス臼三線があった。廃止後、大分バスグループが継承して運行している。

### 主な道路と道の駅

#### 地域高規格道路
- 中九州横断道路
  - 犬飼千歳道路
  - 千歳大野道路
  - 大野竹田道路

#### 国道
- 国道10号
- 国道57号
- 国道326号
- 国道442号
- 国道502号

#### 主要地方道
- 大分県道・宮崎県道7号緒方高千穂線
- 大分県道26号三重野津原線
- 大分県道35号三重弥生線
- 大分県道41号大分大野線
- 大分県道45号宇目清川線
- 大分県道46号緒方朝地線

#### 一般県道
- 大分県道209号朝地直入線
- 大分県道210号緒方大野線
- 大分県道410号牧口徳田竹田線
- 大分県道412号久住高原野津原線
- 大分県道517号三重停車場線
- 大分県道518号朝地停車場線
- 大分県道519号朝地新殿線
- 大分県道631号中判田犬飼線
- 大分県道632号中土師犬飼線
- 大分県道634号六種緒方線
- 大分県道636号百枝浅瀬野津線
- 大分県道657号池田大原線
- 大分県道668号山内新殿線
- 大分県道688号中津留轟牧口停車場線
- 大分県道693号百枝大野線
- 大分県道706号伏野宇目線
- 大分県道718号伏野三重線

#### 道の駅
- 原尻の滝（大分県道7号緒方高千穂線）
- あさじ（国道57号）
- きよかわ（国道502号）
- みえ（国道326号）
- おおの（大分県道26号三重野津原線）

## 名所・旧跡・観光地

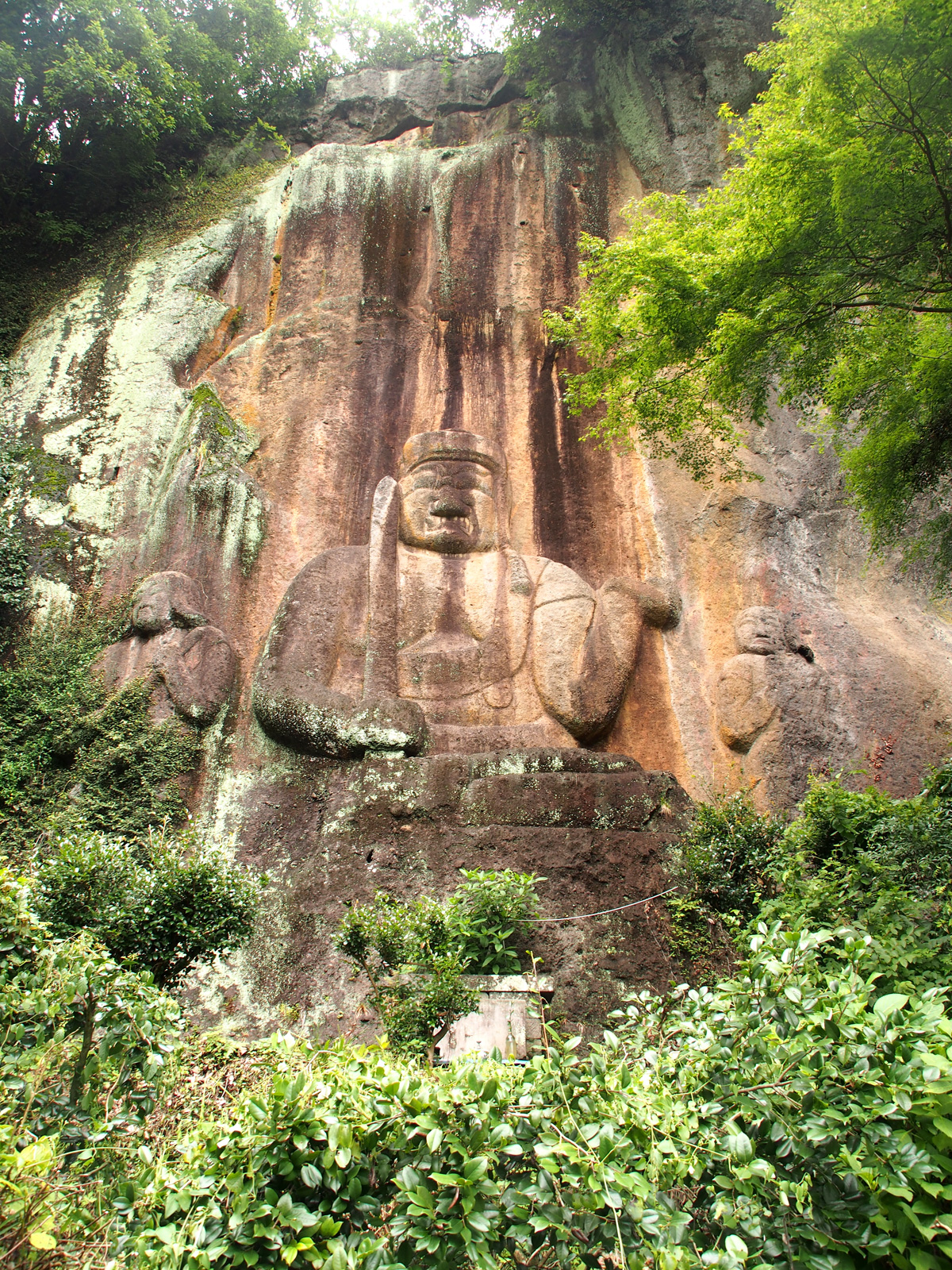
普光寺磨崖仏

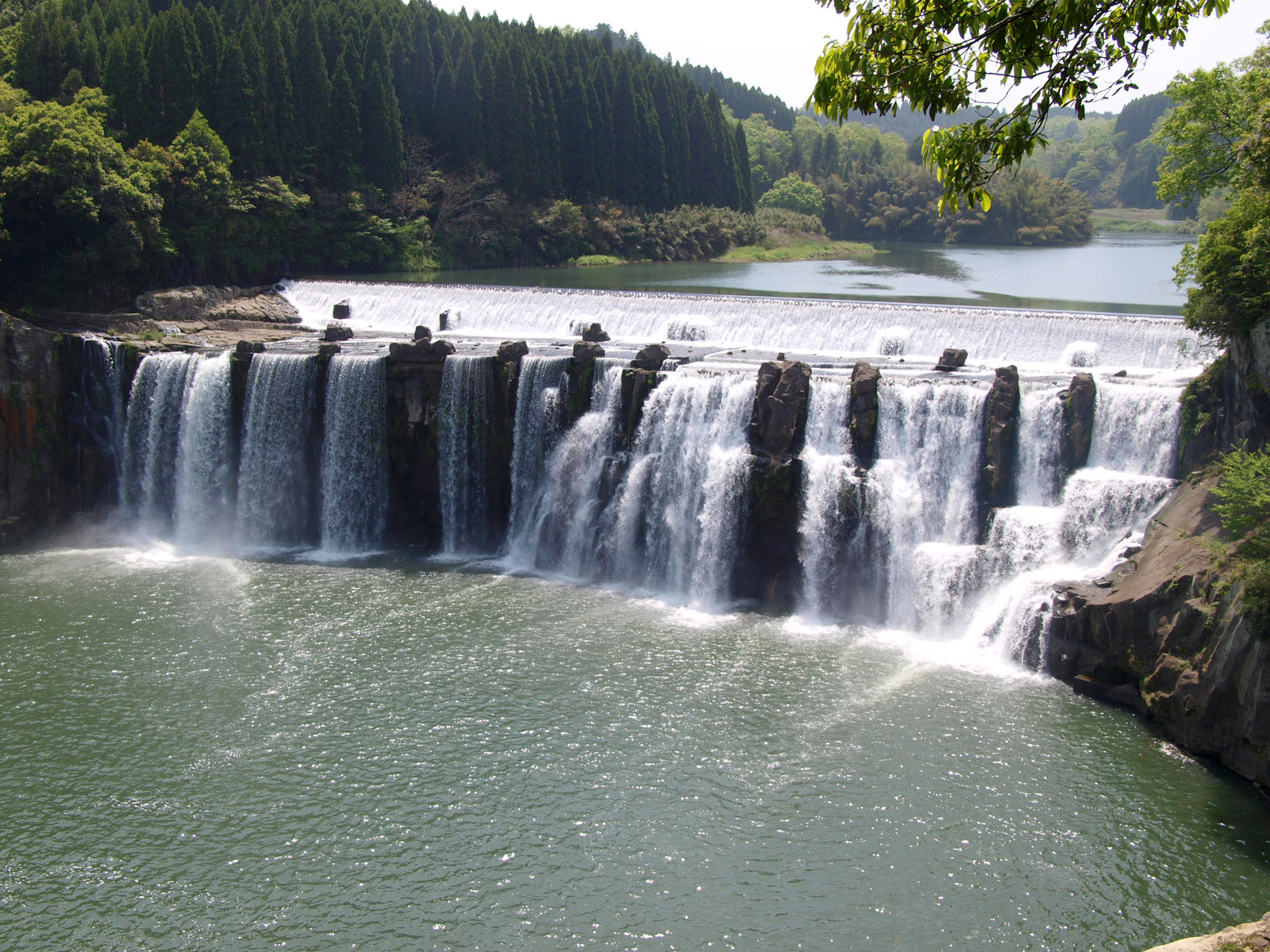
沈堕の滝

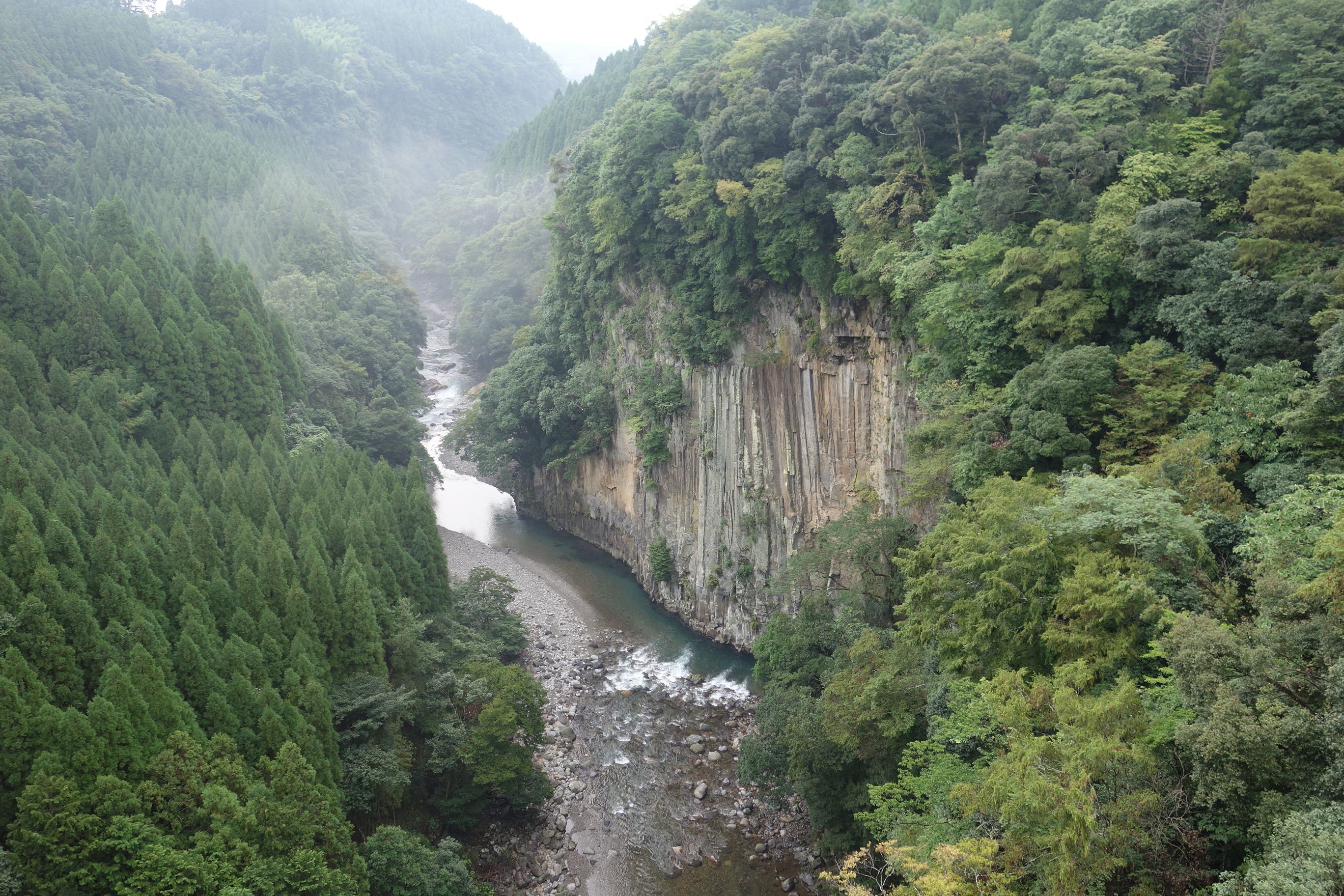
滞迫峡

### 百選
- 原尻の滝 - 日本の滝百選
- 祖母山 - 日本百名山
- 尾平自然散策路 - 日本の遊歩道百選
- 三国峠 - 日本の峠百選
- 川上渓谷・祖母山麓 - 森林浴の森百選
- 奥嶽川川上本谷 - 日本の谷百選
- 軸丸北棚田 - 日本棚田百選
- 白山川 - 日本の名水百選

### 国定公園
- 祖母傾国定公園

### 文化財
重要文化財および史跡（国指定）
- 菅尾磨崖仏

重要文化財（国指定）
- 神角寺本堂
- 神角寺木造金剛力士立像
- 虹澗橋

史跡（国指定）
- 緒方宮迫東石仏
- 緒方宮迫西石仏
- 犬飼石仏
- 岩戸遺跡
- 岡藩中川家墓所

特別天然記念物（国指定）
- ニホンカモシカ（地域を定めず指定）
- ヤマネ （市内伊毛山に棲息、地域を定めず指定）

重要無形民俗文化財（国指定）
- 御嶽神楽（毎年4月に御嶽流神楽の流れを汲む神楽が全国から集結）

大分県指定有形文化財
- 早尾原石幢
- 池田石幢
- 神角寺懸仏
- 戸崎石幢
- 新飼宝塔
- 大聖寺宝篋印塔
- 大聖寺阿弥陀如来坐像 柴北
- 宮脇宝塔
- 藤ノ木石幢
- 長寿庵五重塔
- 表宝篋印塔
- 表五重塔
- 三徳石幢
- 上津神社一ノ鳥居
- 上津神社鰐口
- 平尾社鳥居
- 石造五輪塔大乗寺五輪塔
- 石造宝塔平尾社石造宝塔
- 柴山石幢
- 高添石幢
- 大迫磨崖大日如来坐像

大分県指定有形民俗文化財
- 辻河原石風呂
- 市穴石風呂
- 中ノ原石風呂
- 上戸石風呂

大分県指定史跡
- 普光寺磨崖仏
- 道ノ上古墳
- 大塚古墳
- 立野古墳
- 秋葉鬼塚古墳
- 竜ヶ鼻古墳

### 上記以外のみどころ
- 稲積水中鍾乳洞
- 御嶽山
- 朝倉文夫記念公園・朝倉文夫記念館
- 沈堕の滝（沈堕ダム跡地）
- 大分県民の森
- リバーパーク犬飼
- 緒方チューリップフェスタ（4月上旬）
- 小松明火祭り（8月）
- 緒方五千石祭（9月）

## 主な祭事・催事
- 1月
  - 内山観音千日参り
- 2月
  - 大野町どんど焼き
- 3月
  - 三重町真名野長者祭り
- 4月
  - 傾山山開き
  - 緒方チューリップフェスタ
  - 御嶽流神楽大会
  - えぼし岳ぼたん桜まつり
  - 神角寺しゃくなげ
  - 神角寺柴燈護摩（さいとうごま）
  - 豊の国杯カヌ－大会
- 5月
  - 祖母山山開き
  - 犬飼どんこ釣り大会
  - 大野川子供ふれあいどんこ釣り大会
  - 常忠寺花ショウブ祭り
- 6月
  - 名水白山川ホタル祭り
  - 大辻公園あじさい鑑賞祭
- 8月
  - おがた井路まつり
  - しだはら湖面ひまつり
  - らいでん祭り
  - 小松明火祭り
  - 名水しぶきあげ大会
  - 三重町納涼花火大会
  - 菅尾石仏火まつり
  - 豊後犬飼大野川フェスティバル
- 9月
  - 緒方五千石祭
- 10月
  - 御嶽流夜神楽
  - 雪舟まつり
  - 佩楯山山頂祭
- 11月
  - 緒方三社川越し祭り
  - 用作観光もみじ祭り
  - 宝生寺の秋
  - 尾平もみじ祭
- 12月
  - ひょうたん祭り

## 主な出身者・ゆかりの人物

### 歴史上の人物
近世以前の人物
- 大神氏 (豊後国)
- 大野氏 (豊後国)
- 緒方三郎惟栄（平安時代 - 鎌倉時代 源義経の盟友）
- 大友能直（大友氏初代当主、墓が大野町に所在）
- 立花道雪 （戸次鑑連）（安土桃山時代）

### 政治・行政
- 重光葵（外務大臣を歴任、三重町出身）
- 古庄幸一（海上幕僚長を歴任、緒方町出身）

### 芸術
美術
- 朝倉文夫（彫刻家、朝地町出身）
- 渡辺長男（彫刻家、朝地町出身）

映像
- 堀貴秀 - 映像作家、アニメーション監督

### 文化
歌人・俳人
- 徳田白楊（歌人、緒方町出身）

作家・脚本家・漫画家
- 乙野四方字（作家、緒方町出身）
- 古庄淳（脚本家・演出家、緒方町出身）
- 若杉公徳（漫画家、犬飼町出身）
- さいきたむむ（クリエイター：ともだちはくま作者）

### 芸能
落語家・漫才師・コメディアン
- 柳亭市馬（落語家、落語協会会長、緒方町出身）
- 春風亭三朝（落語家、三重町出身）

俳優
- 八雲美佳（元宝塚歌劇団、三重町出身）
- 後藤佳代（舞台俳優、声優）

歌手
- 大塚純子（シンガーソングライター、犬飼町出身）
- 姫乃樹リカ（歌謡歌手、犬飼町出身）

キャスター
- 伊東真理（キャスター、緒方町出身）

### プロスポーツ
- 阿南徹（読売ジャイアンツ元投手、ジャイアンツアカデミーコーチ、緒方町出身）

## キャラクター
- ヘプタゴン

「第1回豊後大野市ふるさと振興祭」で募集・選定された「豊後大野市イベントキャラクター」である。9種類のポーズが図案化されており、市が多目的の利用に供している。
- サニーちゃん

毎年4月に開催される「チューリップフェスタ」にちなみ、チューリップをモチーフにしたキャラクターである。名称は公募により選定された。

## 市外局番
単位料金区域 (MA) 別に記載する。
- 0974（三重MA、市内局番は20 - 49） : 旧 三重町、旧 緒方町、旧 大野町、旧 清川村、旧 千歳村
- 0974（竹田MA、市内局番は60 - 79） : 旧 朝地町
- 097（大分MA、市内局番は500 - 599） : 旧 犬飼町